# Sympterichthys unipennis
Sympterichthys unipennis — вимерлий вид вудильникоподібних риб родини Brachionichthyidae.

## Поширення
Єдиний відомий екземпляр цього виду був отриманий французьким зоологом Франсуа Пероном під час подорожі до Австралії в 1800—1804 роках. Рибу було спіймано біля південного узбережжя Тасманії в протоці Д'Антркасто. Вважається, що в цей час вид був відносно поширений в регіоні. У 2015—2018 роках в протоці проводились великі підводні дослідження, спрямовані на вивчення фауни регіону, але Sympterichthys unipennis не був виявлений. Тому у 2018 році вид занесено до списку МСОП, як вимерлий. Це перша морська риба, яку визнано вимерлою.